# Matsuichi Yamada
Matsuichi Yamada (født 21. februar 1961) er en tidligere japansk fodboldspiller og træner.
Han har spillet for flere forskellige klubber i sin karriere, herunder Honda FC.
Han har tidligere trænet Shonan Bellmare og Vanraure Hachinohe.